# Ioana Manolescu
Ioana Manolescu, née en 1975, est chercheuse roumaine dans le domaine de l'informatique.
Elle est directrice de recherche à l'Institut national de recherche en informatique et en automatique (Inria) et à l'École polytechnique en France. Elle dirige l'équipe de recherche CEDAR, liée à ces deux institutions ainsi qu'au CNRS, et travaille sur le traitement de données informatiques, notamment pour créer des algorithmes capables de vérifier des informations journalistiques (fact-checking). Elle est également professeure à l'École Polytechnique, où elle enseigne plusieurs cours.
En 2020, elle est récompensée par les prix « PVLDB 2020 Distinguished Reviewer Award » et « ACM SIGMOD Contributions Award », qui soulignent l'importance des contributions et des publications effectuées.

## Biographie
Ioana Manolescu est née en 1975 en Roumanie dans une famille de scientifiques. Elle n'est pas retournée s'établir en Roumanie après la fin de ses études, mais affirme être toujours très attachée à son pays d'origine où elle a reçu un enseignement technique de qualité. Elle a cependant un point de vue critique sur la gestion de l'information de son pays d'origine, ce qui l'a poussée à travailler sur la vérification journalistique et les infox (fake news) qui représentent, pour elle, des enjeux démocratiques,,.

Dans le cadre de son travail, Ioana Manolescu dirige l'équipe de recherche LEO, puis l'équipe CEDAR affiliée à l'Inria, au CNRS, ainsi qu'au LIX, le laboratoire de recherche en informatique de l'École Polytechnique. De plus, elle est directrice scientifique du LabIA, créé par le gouvernement français, pour l'adoption d'outils d'intelligence artificielle dans l'administration publique. Elle coécrit également deux ouvrages scientifiques, "Web Data Management" (2012) et "Cloud-based RDF data management" (2020), ainsi que plus de 150 publications dans des revues internationales et nationales. Un de ses objectifs est de rendre l'usage de données numériques accessibles à des personnes non-expertes. 
"Ce que je trouve important à atteindre, à long terme, est l'accessibilité et l'utilisabilité universelle de données. L'humanité génère des données depuis toujours, et ces données sont numériques dans une proportion qui ne cesse de grandir, depuis environ 70 ans." 
Elle participe au pilotage du journal Proceedings of the VLDB Endowment (PVLDB) de l'Association for Computing Machinery (ACM) qui a une renommée internationale et est une véritable référence pour la recherche sur la gestion des larges volumes de données. Elle y publie régulièrement des articles depuis 2004.
Elle est aussi professeure à l'École Polytechnique où elle enseigne les cours de science des données, architecture des grands volumes de données et de système de gestion des bases de données,. Dès 1999, elle est chargée d'enseignements dans différentes universités, dont l'Université Paris Dauphine, Paris Sud, Paris Saclay, l'École Polytechnique de Milan et l'Université Aalborg au Danemark. Elle a supervisé ou co-supervisé 12 doctorantes et doctorants diplômés.

### Études en informatique
Ioana Manolescu étudie le génie informatique à l'université Politehnica de Bucarest en Roumanie, avant de venir poursuivre ses études en France en 1996. À ce moment-là, elle suit des cours à l'École normale supérieure (ENS) et à l'université Paris-Sud en tant qu'étudiante étrangère, soutenue par une bourse d'études accordée par la Fondation George Soros et le ministère des Affaires étrangères. Elle poursuit son Master à l'université de Paris VI et à l'ENS Paris, qu'elle obtient en 1998. Elle commence ensuite un doctorat en informatique à l'université de Versailles-Saint-Quentin-en-Yvelines et à l'Institut national de recherche en informatique et en automatique (Inria) à Rocquencourt, où elle rédige sa thèse Techniques d'optimisation pour l'interrogation de données distribuées hétérogènes" sous la direction de Patrick Valduriez et Daniela Florescu.
Elle fait son post-doctorat à l'École polytechnique de Milan (Italie) en 2002.
En 2009, elle obtient son habilitation à diriger des recherches à l'Université Paris-Sud en présentant ses recherches sur les "Techniques d'optimisation pour le traitement des requêtes XML". Son comité de soutenance était notamment composé de Serge Abiteboul, avec qui elle coécrit un ouvrage en 2012.

### Recherches sur les algorithmes
Dans ses recherches, Ioana Manolescu s'intéresse aux algorithmes, techniques et modèles qui offrent une gestion efficace de larges volumes de données dotés de sémantique et de structure complexes. Ses principaux axes de recherche concernent l'optimisation du stockage de données, l'amélioration de requêtes par des procédés algébriques et, surtout, la manière de gérer des données distribuées dans des environnements massivement parallèles et dans le Cloud. Elle commence à travailler à l'Inria en 2002, d'abord en tant que chargée de recherche, puis, peu après l'obtention de son habilitation à diriger des recherches, en tant que directrice de recherche,,.
Dès 2010, Ioana Manolescu dirige l'équipe de recherche LEO, puis le projet OAK qui deviendra le CEDAR (Rich Data Analytics at Cloud Scale) en 2016. Elle dirige également ce dernier depuis 2016, spécialisé sur l'analyse de données complexes à l'échelle Cloud. Ce projet vise à utiliser les infrastructures de traitement de grands volumes de données hautement évolutives et hétérogènes, ainsi que le traitement de données parallèles pour des instruments de stockage. Le but de cette équipe de recherche est de créer des outils de traitement efficaces des requêtes dans les polystores, c'est-à-dire l'analyse de graphes générés par des données du Web qui forment des architectures hybrides, et des algorithmes prévus pour analyser rapidement des données évolutives.

### Vérifications des faits et analyses de données par des AI
Depuis 2015, l'équipe CEDAR, dirigée par Ioana Manolescu, travaille notamment sur le projet ContentCheck, lancé par l'Agence nationale de la recherche (ANR), en collaboration avec des chercheurs et chercheuses de l'Institut de recherche en informatique et systèmes aléatoires (Irisa), du Laboratoire d'informatique pour la mécanique et les sciences de l'ingénieur (Limsi), du Laboratoire d'informatique en image et systèmes d'information (Liris) et de l'université Paris-Sorbonne. L'équipe Les Décodeurs du journal Le Monde s'est également associée à ce projet de recherche,. Il vise à établir la vérification journalistique des informations comme un problème de gestion de données et à concevoir des algorithmes capables d'automatiser le fact checking, pour le rendre plus rapide et plus efficace,.
Un des nouveaux projets du CEDAR, lancé en 2020, est SourcesSay. Ce projet, financé par l'Agence nationale de la recherche (ANR) et la Direction générale de l'Armement (DGA), vise à faire parler les données en les interconnectant dans des espaces numériques. Il s'inscrit dans des recherches sur l'intelligence artificielle et part du constat que les données numériques représentent une immense source d'informations structurées ou non, et qu'elles captent tous les aspects de la société moderne. Ces données sont d'autant plus complètes, qu'elles sont créées, partagées, commentées ou enrichies par des individus ou des organisations,. Pour ce projet, le CEDAR collabore avec des journalistes du Monde et l'agence WeDoData,.
En 2021, l'équipe CEDAR travaille sur neuf projets dont ContentCheck et SourcesSay.

## Publications

### Livres
- (en) Ioana Manolescu, Serge Abiteboul, Philippe Rigaux, Marie-Christine Rousset et Pierre Senellart, Web Data Management, New York, Cambridge University Press, 2012, 450 p. (ISBN 9781107012431, OCLC 776202175, lire en ligne)
- (en) Ioana Manolescu, Zoi Kaoudi et Stamatis Zampetakis, Cloud-Based RDF Data Management, San Rafael, Morgan & Claypool, 2020, 103 p. (ISBN 9781681730332, OCLC 1142522594, DOI 10.2200/S00986ED1V01Y202001DTM062, lire en ligne)

### Articles
- (en) Ioana Manolescu, Daniela Florescu et Donald Kossmann, « Integrating keyword search into XML query processing », Computer Networks, vol. 33, nos 1-6,‎ 1er juin 2000, p. 119-135 (ISSN 1389-1286, DOI 10.1016/S1389-1286(00)00069-4, lire en ligne, consulté le 13 avril 2021)
- (en) Ioana Manolescu, Daniela Florescu et Donald Kossmann, « Answering XML Queries over Heterogeneous Data Sources », VLDB, vol. 1,‎ 9 novembre 2001, p. 241-250 (lire en ligne, consulté le 13 avril 2021)
- (en) Ioana Manolescu, Albrecht Schmidt, Florian Waas, Martin Kersten, Michael J. Carey et Ralph Busse, « (Chapter 89) XMark: A Benchmark for XML Data Management », VLDB '02: Proceedings of the 28th International Conference on Very Large Databases,‎ 1er janvier 2002, p. 974-985 (ISBN 978-1-55860-869-6, DOI 10.1016/b978-155860869-6/50096-2, lire en ligne, consulté le 13 avril 2021)
- (en) Ioana Manolescu, François Goasdoué, Konstantinos Karanasos et Julien Leblay, « View Selection in Semantic Web Databases », Proceedings of the VLDB Endowment (PVLDB), vol. 5, no 2,‎ 20 septembre 2011, p. 97-108 (DOI 10.14778/2078324.2078326, lire en ligne, consulté le 13 avril 2021)
- (en) Ioana Manolescu, François Goasdoué et Alexandra Roatiş, « Efficient query answering against dynamic RDF databases », EDBT '13: Proceedings of the 16th International Conference on Extending Database Technology,‎ 18 mars 2013, p. 299–310 (ISBN 978-1-4503-1597-5, DOI 10.1145/2452376.2452412, lire en ligne, consulté le 13 avril 2021)
- (en) Ioana Manolescu, Šejla Čebirić, François Goasdoué, Haridimos Kondylakis, Dimitris Kotzinos, Georgia Troullinou et Mussab Zneika, « Summarizing semantic graphs: a survey », The VLDB Journal, vol. 28, no 3,‎ 1er juin 2019, p. 295–327 (ISSN 0949-877X, DOI 10.1007/s00778-018-0528-3, lire en ligne, consulté le 13 avril 2021)

## Distinctions
En juin 2006, Ioana Manolescu reçoit le ACM Recognition of Service Award qui souligne l'importance des contributions faites à ACM en tant que co-présidente du premier atelier au sujet de la performance et de l'évaluation des systèmes de gestion des données (ExpDB).
En 2020, elle reçoit le PVLDB 2020 Distinguished Reviewer Award au Japon à la 46e Conférence internationale VLDB2020 qui devait avoir lieu à Tokyo, Japon, et qui a finalement été donnée en ligne en raison de la situation sanitaire liée à la pandémie de coronavirus. La même année, elle est récompensée par le ACM SIGMOD Contributions Award avec ses cinq collègues Philippe Bonnet, Juliana Freire, Stratos Idreos, Stefan Manegold et Dennis Shasha, qui reconnaît leurs contributions et travaux menés au sein du Special Interest Group on Management of Data (SIGMOD) depuis sa mise en activité en 2008.

## Conférences
Ioana Manolescu préside, est invitée ou fait partie des comités de programme de plus de 70 conférences telles qu'Extending Database Technology (EDBT), Scientific and Statistical Database Management Conference (SSDBM), International Conference on Data Engineering (ICDE), International Conference on Web Engineering (ICWE), VLDB, etc.
En mars 2010, elle préside la conférence annuelle Extending Database Technology (EDBT) à Lausanne en Suisse. Elle a été invitée en tant que conférencière à cette même manifestation en mars 2019 à Lisbonne, Portugal.
En avril 2018, Ioana Manolescu participe à la 27e édition de "The Web Conference" qui se tient à Lyon, France. À cette conférence de renom mondial, elle présente un tutoriel sur ses recherches concernant le fact-checking. Cette même année, elle préside la conférence internationale sur l'ingénierie des données de l'Institute of Electrical and Electronics Engineers (IEEE).
Elle participe à la neuvième conférence internationale Data2020 sur la science des données, la technologie et les applications en 2020, où elle est invitée pour présenter "Des données à la presse : la gestion des données pour le journalisme et la vérification des informations journalistiques".
Plus récemment, en 2021, elle préside le comité de programme de l'International Conference on Web Engineering (ICWE) avec Marco Brambilla.

## Comités
Ioana Manolescu est très active dans de nombreux comités de conférences et comités éditoriaux en lien avec ses domaines de recherches.
Au niveau éditorial, elle est notamment rédactrice en chef de la revue ACM SIGMOD Record de 2010 à 2014. Elle est également rédactrice associée de PVLDB en 2017 et 2018 et de l'ACM Transactions on Internet Technology (TOIT) de 2010 à 2014, de l'ACM Transactions on the Web (2015-2016) et membre du comité de rédaction des Proceedings of VLDB (PVLDB) en 2008-2011. Depuis 2016, elle est membre du conseil d'administration de la fondation PVLDB.
Au niveau international, elle est coprésidente d'ateliers tels que Programming Languages for XML (PLAN-X) en 2008 et Web and Databases (WebDB) en 2007.